# UFC Fight Night: Strickland vs. Imavov
UFC Fight Night: Strickland vs. Imavov (también conocido como UFC Fight Night 217, UFC on ESPN+ 75 y UFC Vegas 67) fue un evento de artes marciales mixtas producido por Ultimate Fighting Championship que tuvo lugar el 14 de enero de 2023 en las instalaciones del UFC Apex en Enterprise, Nevada, parte del área metropolitana de Las Vegas, Estados Unidos.

## Antecedentes
Un combate de peso medio entre Kelvin Gastelum y Nassourdine Imavov estaba programado para encabezar el evento. La pareja estaba programada previamente para enfrentarse en UFC 273, pero Imavov se vio obligado a retirarse debido a problemas de visa. Sin embargo, la semana del evento, Gastelum se retiró debido a una lesión en la boca y fue sustituido por Sean Strickland, celebrándose el combate en peso semipesado.
Un combate de peso pesado entre Jailton Almeida y Shamil Abdurakhimov fue anunciado originalmente para esta fecha. Sin embargo, la UFC emitió una corrección poco después anunciando que el combate se celebraría en UFC 283 la semana siguiente.
Se esperaba un combate de peso mosca entre Jeff Molina y Jimmy Flick. Sin embargo, Molina se retiró del evento por motivos no revelados y fue sustituido por Charles Johnson. Unas semanas más tarde se anunció que Molina estaba suspendido por la Comisión Atlética de Nevada al estar vinculado a una investigación en torno a la pelea del 5 de noviembre entre Darrick Minner y Shayilan Nuerdanbieke.
Se esperaba que un combate de peso wélter entre Geoff Neal y Shavkat Rakhmonov tuviera lugar en este evento.
 Sin embargo, el 29 de diciembre, Neal se retiró debido a una lesión no revelada y el combate fue reprogramado para UFC 285.
Se esperaba que Omar Morales se enfrentara a Mateusz Rębecki en un combate de peso ligero. Sin embargo, Morales se retiró del combate por razones no reveladas y fue sustituido por Nick Fiore.
Se esperaba que Isaac Dulgarian se enfrentara a Daniel Argueta en un combate de peso pluma. Sin embargo, Dulgarian se retiró del combate por razones no reveladas y fue sustituido por el recién llegado a la promoción Nick Aguirre.
Se esperaba un combate de peso pluma entre Jarno Errens y David Onama. Sin embargo, Errens sufrió una lesión en el hombro en diciembre y el combate se canceló.
Se esperaba un combate femenino de peso mosca entre Priscila Cachoeira y Sijara Eubanks. Sin embargo, la víspera del evento, Eubanks se vio obligada a retirarse por problemas de peso y el combate fue cancelado.

## Premios de bonificación
Los siguientes luchadores recibieron bonificaciones de $50000 dólares.
- Pelea de la Noche: No se concedió ninguna bonificación.
- Actuación de la Noche: Dan Ige, Roman Kopylov, Umar Nurmagomedov y Allan Nascimento